# فبو ماری
فبو ماری (ایتالیایی: Febo Mari؛ ‏ ۱۸ ژانویهٔ ۱۸۸۴ – ۶ ژوئن ۱۹۳۹) یک هنرپیشه، نویسنده و کارگردان فیلم اهل پادشاهی ایتالیا بود.
از فیلم‌ها یا برنامه‌های تلویزیونی که وی در آن نقش داشته‌است می‌توان به سه آرزو و جوزپه وردی اشاره کرد.